# Зданович, Вячеслав Григорьевич
Вячеслав Григорьевич Зданович (11 декабря 1915, Мариуполь — 30 мая 1971, Ленинград) — советский геодезист, фотограмметрист, доктор технических наук, профессор, заместитель директора Ленинградского горного института по учебной работе (1952 — 1956).

## Биография
Родился 11 декабря 1915 года в Мариуполе в семье Христофора Кузьмича Кушкуди. Отец был мобилизован, проходил службу в 331 пехотном Орском полку, погиб в 1916 году. В 1923 году был усыновлен инженером-механиком Григорием Данииловичем Здановичем. В 1927 году мать мальчика Валентина Борисовна умерла от рака желудка, он с братом остается на попечении отчима.
В 1923—1930 годах обучается в III трудовой школе Мариуполя, в 1930-1932 годах - в школе фабрично-заводского ученичества при заводе имени Ильича. В 1932—1933 годах обучался на вечернем рабфаке при том же заводе. В период 1930-1933 годов работал на заводе имени Ильича подручным разметичка в котельном цеху, чертежником-конструктором в трубном цеху.
В 1933 году поступил в Ленинградский горный институт на маркшейдерскую специальность. Окончил обучение в 1938 году, получив рекомендацию от Н.Г. Келля и И.М. Бахурина для поступления в аспирантуру. Окончил аспирантуру в 1940 году, подготовив диссертацию на тему "Уравнивание заполняющих маркшейдерских тригонометрических сетей". С 1940 года начал работу в качестве ассистента на кафедре геодезии Ленинградского горного института.
25 июня 1941 года мобилизован в Красную армию. Проходил воинскую службу в звании инженер-майора в 75 геодезическом отряде Военно-топографического управления. Принимал участие в боях на Западном, Воронежском, 1-м Украинском фронтах. Удостоен медали "За боевые заслуги" за выполнение боевых заданий по созданию геодезических сетей и привязке боевых порядков 60-й и 69-й армий при обороне Харькова. Награжден медалью "За отвагу" за выполнение боевых заданий по развитию артиллерийской опорной сети 47-й и 42-й артиллерийских бригад в ходе наступательных боев на Белгородском направлении. Награжден орденом Красной звезды за участие в топографическом обеспечении артиллерии в ходе боев на Тернопольском рубеже. Выполнял задания по созданию артиллерийских и опорных пунктов для артиллерийских частей 5-й Гвардейской армии в ходе Верхнесилезской операции. Руководил координированием артиллерийских и геодезических пунктов южнее и западнее Вроцлава на рубеже реки Нейсе. Осуществлял привязку артиллерийских частей 3-й и 17-й артиллерийских дивизий в ходе подготовки прорыва обороны в районе Бад-Мускау. По окончании Великой Отечественной войны был направлен в Военный педагогический институт Советской армии (Хлебниково) в качестве преподавателя геодезии, где работал в 1946—1947 годах. В феврале 1947 года отчислен в запас в звании инженер-майора.
С 1947 года вернулся к работе на кафедре геодезии ЛГИ уже в должности доцента, получив в 1948 году соответствующее ученое звание. В 1951 году защитил докторскую диссертацию на тему "Основные вопросы методики исследования точности и построения маркшейдерских триангуляций". В 1952 году стал профессором кафедры геодезии. В 1952—1956 годах был заместителем директора ЛГИ по учебной работе. С 1950 года параллельно работал в фотограмметрическом отделе Лаборатории аэрометодов АН СССР. Пережил два инфаркта миокарда — в 1958 и 1969 годах. С 1970 года оставил учебную и научную работу по состоянию здоровья. В мае 1971 года после третьего инфаркта ушел из жизни.

## Учебная работа
В рамках учебной работы преподавал курсы высшей геодезии и теории математической обработки геодезических измерений, руководил летней астрономо-геодезической на учебной базе ЛГИ в Вышегороде. В 1965—1966 годах руководил разработкой учебного плана для специальности "Инженерная геодезия", обучение по которой началось в ЛГИ с 1966 года. Автора трех изданий учебника по высшей геодезии, участвовал в составлении "Справочника по маркшейдерскому делу" (1973).

## Научная работа
В довоенные годы занимался уравниванием геодезических сетей и приведением их графического уравнивания с соответствие к способу наименьших квадратов. В дальнейших исследованиях разрабатывал методику оценку точности положения пунктов, вставляемых в геодезическую сеть.
В 1947 году работал над методами применения аэрофотосъемки в крупных масштабах для целей геологоразведки и горного дела в составе рабочей группы под руководством Н.Г. Келля. В 1950 году вел разработку способа измерения глубин рек с самолета (совместно с Ю.Д. Шариковым). В 1963 году выполнял ряд хоздоговорных работ по применению фотограмметрии в рудничной геологии (в составе группы под руководством Л.Н. Келля).
С 1950 года введен в состав редколлегии журнала "Записки горного института".

## Основные труды
- Использование результатов топографо-геодезических работ в инженерных целях (1950), совместно с Н.Г. Келлем
- Высшая геодезия (1954)
- Практическое руководство по уравниванию и оценке точности маркшейдерских триангуляций: метод посредственных наблюдений (1954)
- Сферическая тригонометрия (1958), совместно с В.П. Акатовым
- Триангуляция. Полевые работы (1959)
- Высшая геодезия (1961), совместно с Н.Г. Келлем, К.А. Звонаревым, Н.А. Гусевым, А.Н. Белоликовым
- Применение аэрометодов для исследования моря (1963) — редактор
- Методы изучения морских течений с самолета (1964) — редактор
- Практикум по высшей геодезии (1968)
- Высшая геодезия (1970), совместно с К.А. Звонаревым, Н.А. Гусевым, А.Н. Белоликовым
- Справочник по маркшейдерскому делу (1973) — глава "Система плоских прямоугольных координат Гаусса-Крюгера", совместно с В.В. Зверевичем
- Уравнивание сетей триангуляции и трилатерации методом косвенных наблюдений (1973), совместно с М.П. Пятницкой
- Оценка точности результатов приближенных способов уравнивания геодезических измерений (1976)